# Коневское сельское поселение (Тюменская область)
Коневское се́льское поселе́ние — муниципальное образование в Абатском районе Тюменской области Российской Федерации.
Административный центр — село Конево.

## История
Статус и границы сельского поселения установлены Законом Тюменской области от 5 ноября 2004 года № 263 «Об установлении границ муниципальных образований Тюменской области и наделении их статусом муниципального района, городского округа и сельского поселения».

## Население
| 2010  | 2011  | 2012  | 2013  | 2014  | 2015  | 2016  |
| ----- | ----- | ----- | ----- | ----- | ----- | ----- |
| 1217  | ↘1212 | ↘1133 | ↘1091 | ↘1087 | ↘1061 | ↘1049 |
| 2017  | 2018  | 2019  | 2020  | 2021  | 2023  |       |
| ↘1020 | ↘998  | ↘985  | ↘970  | ↗1044 | ↘1028 |       |

## Состав сельского поселения
| № | Населённый пункт | Тип населённого пункта       | Население |
| - | ---------------- | ---------------------------- | --------- |
| 1 | Бития            | деревня                      | ↘209      |
| 2 | Конево           | село, административный центр | ↘672      |
| 3 | Лапина           | деревня                      | ↘206      |
| 4 | Чумашкина        | деревня                      | ↘116      |